# Союз малых датских островов
Союз малых датских островов (дат. Sammenslutningen af danske småøer) - социально-экономическое объединение 27 малых островов Дании, каждый из которых слишком мал, чтобы образовать собственную коммуну.

## Общие сведения
Союз малых датских островов был образован в 1974 году жителями 18 небольших островов Дании, имевших от 8 до 937 жителей (общее население членов Союза составляло 5.284 человека в 2006 году). Впоследствии число островов, входящих в него, увеличилось до 27. Целью этого объединения было сохранение островов во владении их обитателей и развитие их экономики. Общим для всех островов было то, что они не имели прямого сообщения с материком, не имели своего коммунального органа управления и число жителей в течение года не превышало 1.200 человек.
Во главе Союза стоит комитет, состоящий из 8 членов. Его председатель и заместитель председателя раз в два года избираются на общем собрании жителей островов, входящих в эту организацию. Оставшиеся 6 мест поочерёдно замещают представители всех 27 островов. Управляется Союз через секретариат, размещающийся на острове Стрюнё. Правительство Дании поддерживает Союз, выделяя на его нужды 1 миллион датских крон ежегодно.

## Острова-члены Союза
- Орё, население 164 чел. (на 2010)
- Агерсё, 207 чел.
- Анхольт, 171 чел.
- Аскё, 43 чел.
- Авернакё, 110 чел.
- Богё, 35 чел.
- Барсё, 22 чел.
- Биркхольм, 10 чел.
- Бьёрнё, 37 чел.
- Драйё, 66 чел.
- Эгхольм, 54 чел.
- Эннелаве, 187 чел.
- Файё, 543 чел.
- Фемё, 146 чел.
- Фур, 856 чел.
- Ярнё, 98 чел.
- Йортё, 8 чел.
- Люэ, 106 чел.
- Маннё, 46 чел.
- Некселё, 20 чел.
- Омё, 171 чел.
- Орё, 881 чел.
- Сайерё, 370 чел.
- Скарё, 35 чел.
- Стрюнё, 215 чел.
- Тунё, 118 чел.
- Венё, 197 чел.

## Дополнения
- официальный сайт Союза малых датских островов (на датском и английском языках)